# Château de Talcy
Le château de Talcy est un château Renaissance situé dans la ville du même nom. Il est géré par le centre des monuments nationaux.

## Historique
Acheté en 1517, Le château est rebâti à partir de 1520 par un banquier florentin au service du roi François Ier, Bernard Salviati. Il obtient du roi l’autorisation de fortifier l’édifice.
En 1638, Isabelle Salviati, arrière petite fille de Bernard Salviati, fait prolonger l'aile est. L'intérieur est fortement rénové par la famille Burgeat au cours du XVIIIe siècle.
Le domaine est acheté par Élisabeth Gastebois et traverse sans trop d'encombres la Révolution française.
Il passe entre les mains de la famille Stapfer, alliée aux Burgeat, des protestants suisses de Berne. Le château fut la propriété de Philipp Albert Stapfer, ministre de la République helvétique, réformateur de l'Éducation suisse. Les Stapfer transformèrent une salle du rez-de-chaussée en salle de culte. L'inscription « Culte protestant évangélique », sculptée dans le bois et surplombant la cheminée, est encore en place.
En 1892 mourait au château Albert Stapfer (né en 1802), connu pour avoir traduit en français le Faust de Goethe (1828), publié dans une édition illustrée par Delacroix, et avoir réalisé de précoces daguerréotypes du château, au début des années 1840. Stendhal lui offrit un exemplaire de sa Chartreuse de Parme (1839), qui fut vendu en 1931, avec la bibliothèque du château, et passa dans celle de Sacha Guitry (n°222 du catalogue de  la vente du 23/03/1976 - arch. pers.). Le château abrite toujours certaines collections des Stapfer, dont l'uniforme de ministre helvétique de Philipp Albert Stapfer, et les portraits de plusieurs membres de la famille, dont certains pasteurs du XVIIIe siècle.

Le château a fait l’objet d’un classement au titre des monuments historiques, le 4 août 1908. Le château est vendu à l'État en 1933. Il sert à plusieurs reprises de dépôt d'archives[réf. souhaitée],.
La garenne et son allée d'accès, propriétés de la commune, font l’objet d’une inscription au titre des monuments historiques depuis 2004. Les parties bâties et non bâties restées propriétés de l’État (les grilles, le bois, les murs et l’allée plantée devant le château) font l’objet d’un classement au titre des monuments historiques depuis le 29 mars 2005.
Son jardin est réorganisé en 1996 par les paysagistes de l'Atelier de Paysages Bruel-Delmar, associés à J. Weill, pour devenir un conservatoire d'essences fruitières. Il est labellisé « Jardin remarquable ».

## Description
Le château actuel comprend une tour-porche, mutilée de sa tourelle d'angle nord-ouest, et une aile est, qui la rejoint par l'intermédiaire d'une galerie couverte, délimitant une cour d'honneur. Un puits coiffé d'un dôme décore cette dernière et constitue la marque emblématique de l'édifice.
La tour-porche a été construite au cours du XVe siècle. Les éléments défensifs (chemin de ronde, créneaux et mâchicoulis) ont sans doute été ajoutés par Bernard Salviati au XVIe siècle. Plus décoratifs que défensifs, ils servent à affirmer la puissance de son propriétaire. Les larges fenêtres du premier étage ont été percées au XVIIIe siècle.
À côté de la tour, la galerie, datée elle aussi du XVIe siècle, témoigne de l’art de vivre pendant la première Renaissance française. Possédant 4 arcs en anse de panier et surmontée d’un étage, elle s’inspire de la galerie Louis XII du château de Blois.
L'aile est, modifiée au XVIIe siècle, se compose d'un rez-de-chaussée et de deux étages. Au rez-de-chaussée se situe en enfilade une cuisine, une antichambre et la chambre dite de Charles IX. Au premier étage, se trouve une enfilade de salons et d'appartements desservis par un couloir. Les intérieurs ont évolué en fonction des époques et des propriétaires.
Les jardins, délimités par des murs ou des murets, couvrent 6 hectares environ et ouvrent une perspective depuis la tour-porche. Les espaces sont divisés entre un jardin d'agrément, un potager et son verger. Le verger a été réhabilité depuis 1996 par la paysagiste Joëlle Weill associée à l'Atelier de Paysages Bruel-Delmar. Il a été conçu comme un conservatoire des arbres fruitiers présents sur le domaine aux XVIIIe et XIXe siècles.
Le domaine comprend une grange avec un pressoir à vin (datant de 1808) et un colombier. Le colombier, symbole de la puissance du propriétaire, est une tour circulaire datée de la fin du XVe siècle. Il abrite près de 1 400 boulins, ce qui en fait l'un des plus importants de la région. Il est muni d'une échelle sur pivot permettant d'accéder à l'ensemble des cavités pour y recueillir les œufs.
Un moulin à vent est rattaché au domaine. Il a été rasé en 1956 et reconstruit en 1976.

## Personnalités liées au château de Talcy
- Le poème de Pierre de Ronsard Mignonne, allons voir si la rose est inspiré de l'idylle entre Ronsard et Cassandre, fille de Salviati. C’est au cours d’une fête donnée au château de Blois le 21 avril 1545 que le poète rencontre Cassandre. Il lui composa également 184 sonnets qui forment « les Amours de Cassandre » dans le premier livre des Amours[6].

- Durant les guerres de religion, le poète Théodore Agrippa d'Aubigné, protestant, trouve refuge au château de Talcy en 1572. Il tombe amoureux de Diane Salviati, la nièce de Cassandre[6]. Celle-ci le repousse cependant. Agrippa d'Aubigné fait référence à ce château dans quelques-uns des vers de ses Tragiques.
- En 1562, pendant les guerres de religion, le château accueille Catherine de Médicis et Charles IX  pour la Conférence de Talcy. Elle réunit pour la dernière fois les représentants catholiques et protestants. Les chambres dites de Catherine de Médicis et de Charles IX sont nommés en mémoire de cet événement au XiXe siècle [7].

- Lors de la guerre franco-allemande de 1870, le général Chanzy y établit son quartier général en décembre mais il en fut chassé par les Prussiens.

## Cinéma
Le château a été l'un des lieux de tournage d'un téléfilm, Le Roi, l'écureuil et la couleuvre, diffusé fin 2009.

## Galerie

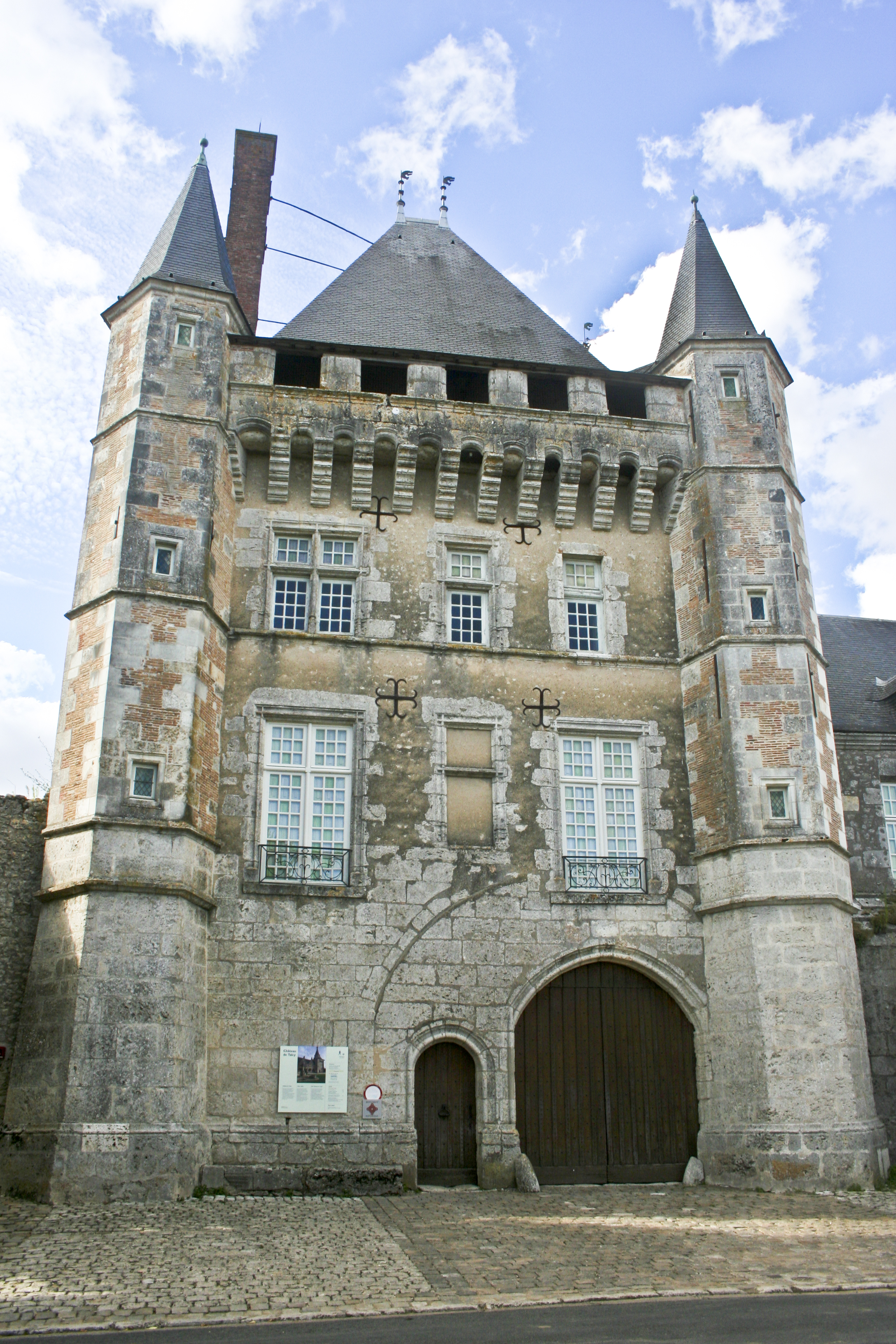
La tour-porche
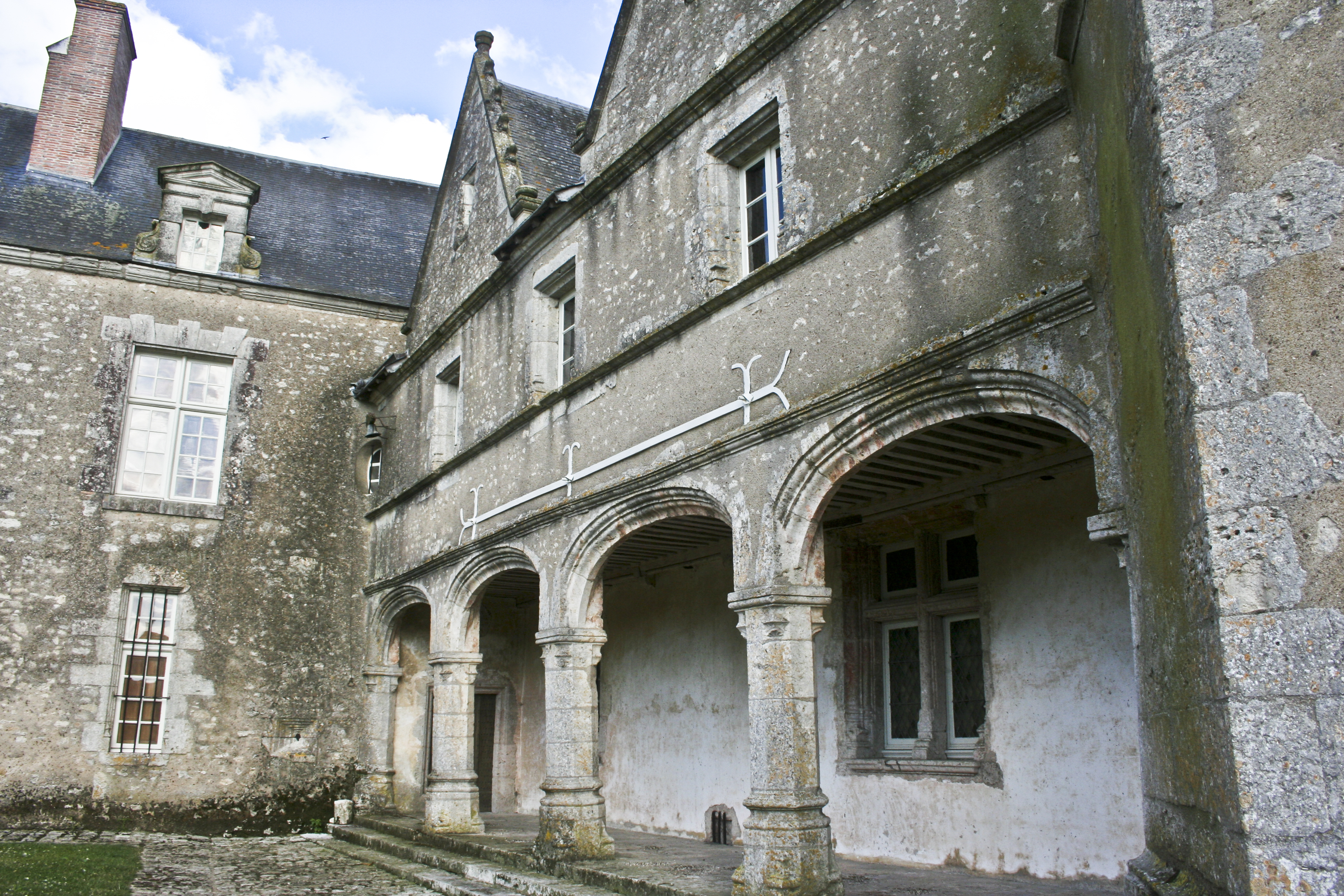
Cour intérieure
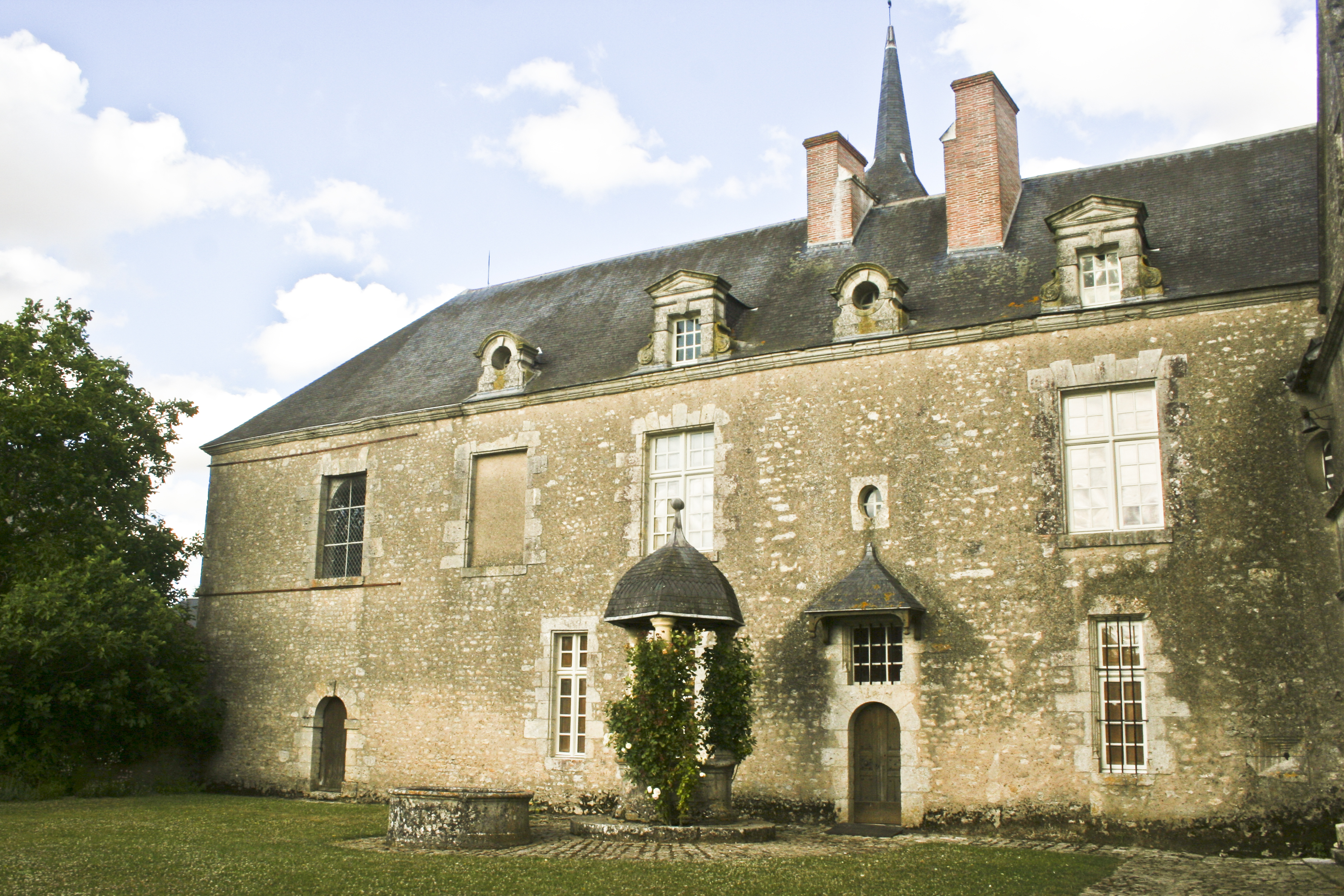
L'aile Est et le puits
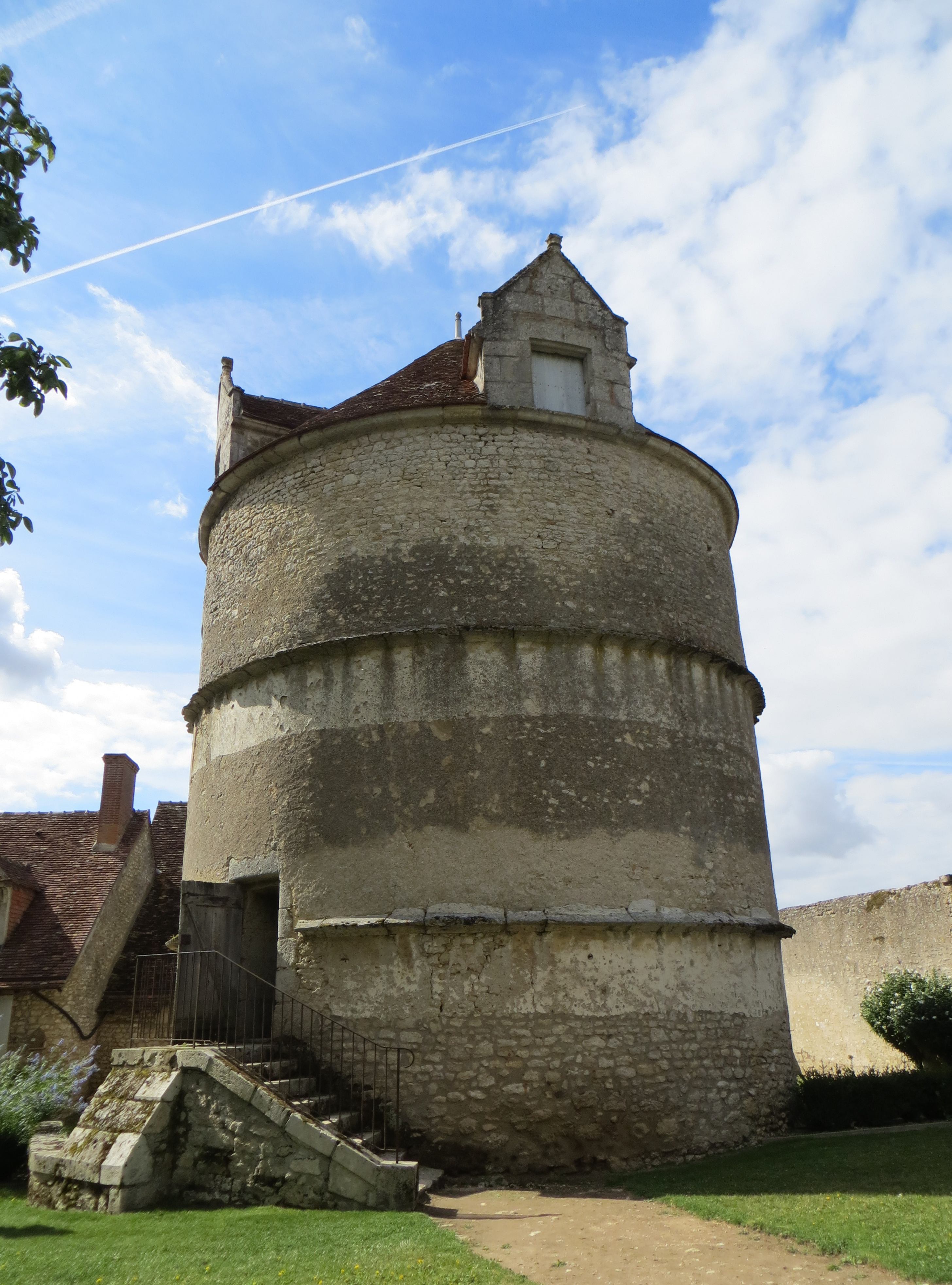
Le colombier
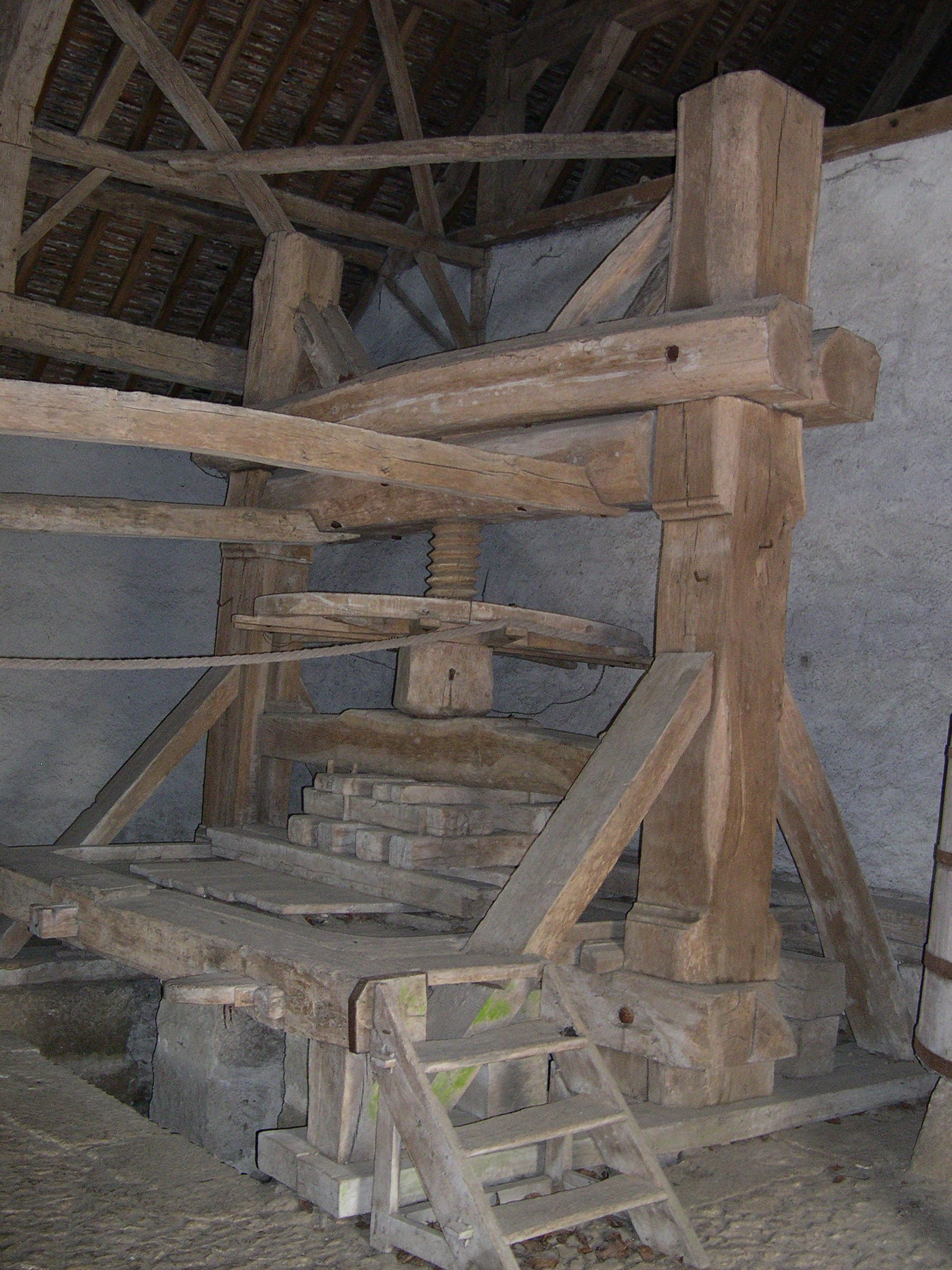
Le pressoir à vin
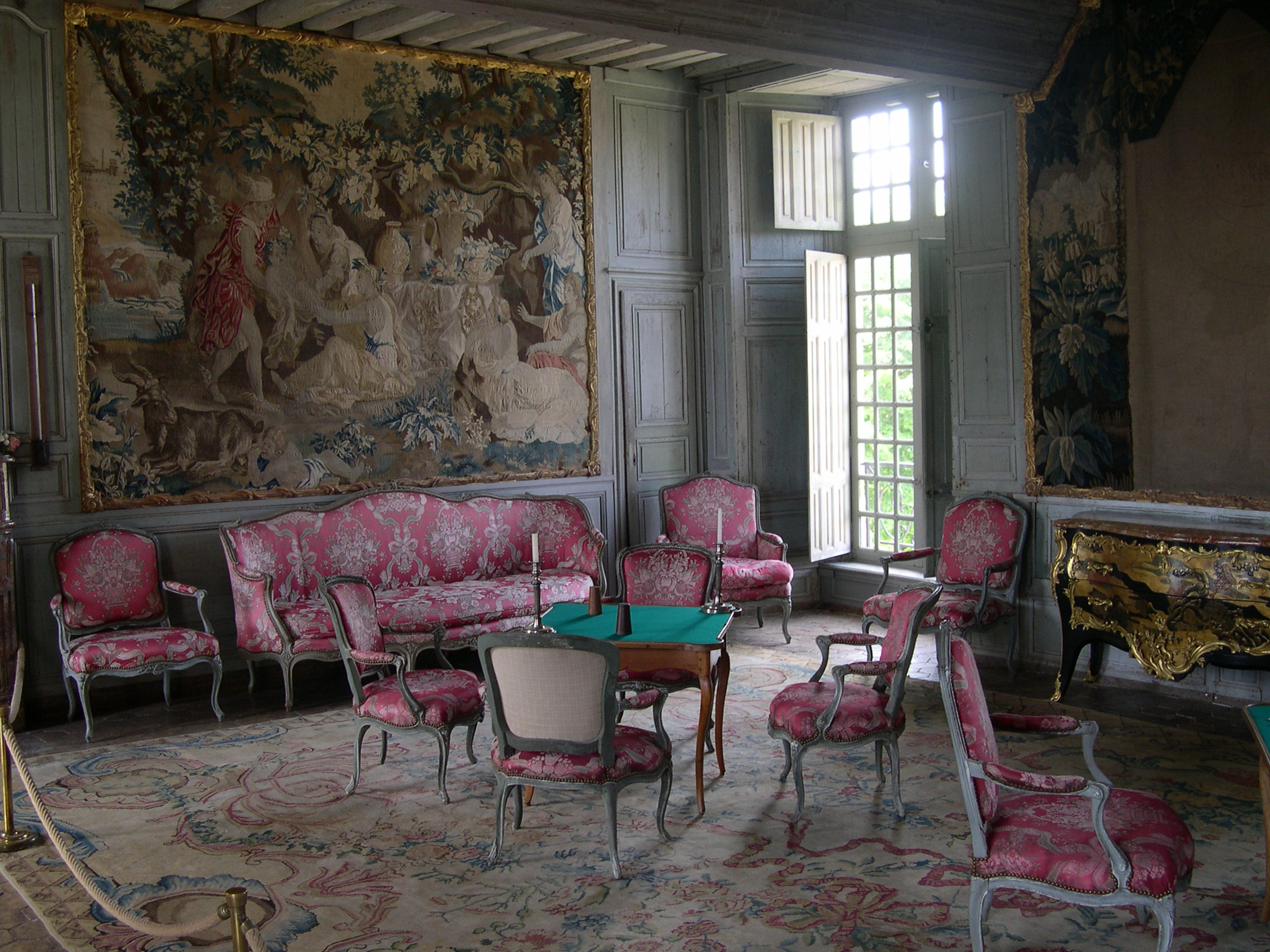
Grand salon